# Vilson Ahmeti
Vilson Ahmeti, född den 5 september 1951, är en albansk politiker. Mellan den 10 december 1991 och den 13 april 1992 var han Albaniens premiärminister.
Den 31 augusti 1993 dömdes Ahmeti till två års fängelse anklagad för maktmissbruk.